# 鵜飼久美子
鵜飼 久美子（うかい くみこ、1962年4月18日 - ）は、日本の女性フリーアナウンサー、リポーター、ラジオパーソナリティ。
神奈川県鎌倉市出身。青二プロダクション所属。

## 経歴
聖心女子専門学校英語専攻科卒業。
通訳志望から放送界に入り、TBSラジオのアシスタントをきっかけにフリーアナウンサーとしてエス・オー・プロモーションからデビュー、その後、青二プロダクションに移籍する。テレビ番組のリポーター・インタビュアー・通訳・アシスタント、ラジオパーソナリティとして各種番組に出演。各種イベントでの日本語・英語司会も務める。
あさくさFM、世田谷FMにて『美しい日本語&アナウンス』講座の講師としても活躍中。
アナウンサー業の傍らプラウドフットジャパン、アリス・ヴィラ・リゾート、ギリシャ宝飾ブランドのilias LALAoUNIS等のブランディング、広報・宣伝、各種セミナー、パーティー企画及び運営 、コーディネートも行う。

## 人物
趣味は食、料理、旅行、モータースポーツ。特技は料理。
資格・免許は英語検定一級、通検3級、普通自動車免許。

## 出演作品

### テレビ
- 趣味百科

クルマを楽しむ（NHK Eテレ） アシスタント
- 巨泉のこんなモノいらない（日本テレビ）レポーター
- 木曜スペシャル（日本テレビ）通訳
- FNNスーパーニュース（フジテレビ）レポーター
- I LOVE カリブ（テレビ朝日）レポーター
- 旅・いってきます（テレビ東京）レポーター
- 東京I指令（テレビ朝日）ボス

### ラジオ
- だんとつ林美雄の午後はドンとマインド（TBSラジオ）アシスタント
- クルージング・ヨコハマ・トワイライト（FM横浜）パーソナリティ
- World Express 6:00（FM TOKYO）パーソナリティ
- Jazz Over the Pacific（FM TOKYO）パーソナリティ
- パソコンドリア（ラジオNIKKEI）パーソナリティ
- 電脳倶楽部（ラジオNIKKEI）パーソナリティ

## 式典
- 東京国際アニメフェア　東京アニメアワード授賞式（英語司会）
- 資生堂CUP開会式・閉会式（日本語・英語司会）
- きものの女王コンテスト決勝全国大会（日本語・英語司会）
- 国連50周年・国連大学10周年記念シンポジウム＆パーティ（日本語・英語司会）
- 建設省シンポジウム（日本語司会）
- 埼玉サミット（日本語・英語インタビュー）

## その他
- 全日空・国際線 機内ビデオプログラム「〜恋するVJ〜」英語VJ
- チームデルタ（ビジネスパートナー）